# Yuliya Bakastova
Yuliya Oleksandrivna Bakastova (en ukrainien, Юлія Олександрівна Бакастова), née le 26 juin 1996, est une escrimeuse ukrainienne pratiquant le sabre.
Aux Jeux olympiques d'été de 2024, elle remporte, avec l'équipe féminine de sabre ukrainienne, le titre olympique.

## Palmarès
- Jeux olympiques
  -  Médaille d'or par équipes lors des Jeux olympiques 2024 de Paris

- Championnats d'Europe
  -  Médaille d'argent par équipes aux championnats d'Europe d'escrime 2018 à Novi Sad (Serbie)